# محمود شكري
محمود عبد الحميد شكري خليفة (25 أغسطس 1920 - 8 يناير 2010)، الرئيس الأسبق للمكتب الإداري للإخوان المسلمين بالإسكندرية.

## الميلاد والنشأة
ولد في 25 أغسطس من العام 1920 بحي السبتية بالقاهرة، عمل والده بالسكة الحديد حتي وفاته وهو في الخامسة من عمره فانتقل لبيت جده لأمه بالسيدة زينب، درس في التعليم الأولي ثم تطوع في البحرية المصرية (بحرية الملك وقتها) فعمل كنصف بحري على يخت الملك «المحروسة» وتخصص في الإشارات وسكن بحي رأس التين.
- أبناؤه: (محمد عصام، أحمد خالد، رقية، معتز) من زوجته الأولى التي توفيت وهو بسجن الواحات ثم (هدى) من زوجته الثانية. يعمل محمد عصام طبيب أسنان، وأولاده صفا ومروة وسماء و (عبد الرحمن), ويعمل أحمد خالد ناشرا وصاحب دار نشر وعضو مجلس إدارة اتحاد الناشرين المصريين وأبناؤه إسلام وأسامة و (محمود) وفاطمة، ومعتز يعمل نائبا لرئيس تحرير وكالة أنباء الشرق الأوسط، ورقية توفاها الله عام 1996 وأولادها آيات ورحاب ويسرا وأحمد، أما ابنته الصغرى هدى من زوجته الثانية فهي أم لأربعة أولاد هم هاجر والبراء والحسن وأحمد، أي أن لديه 16حفيد.

## تعرفه على الحركة الإسلامية
- تعرف «محمود شكري» على الحركة الإسلامية بداية بحضور دروس العلم الشرعي بالجمعية الشرعية بمقرها الرئيسي بميدان رمسيس.
- تعرف على الإخوان المسلمين بشعبة السيدة زينب وهي أول شعبة للإخوان بعد المركز العام.
- بالمركز العام لجماعة الإخوان المسلمين بقصر الدرب الأحمر تعرف «شكري» على حسن البنا الذي كان يولي اهتماماً خاصاً للعسكريين من كل الأسلحة، ويخصص لهم درساً خاصاً في يوم الأربعاء من كل أسبوع، وهناك تعرف على رفيق عمره عباس السيسي الذي كان يعمل بورش سلاح الصيانة وكان «شكري» يعمل ببحرية الملك.
- انتقل شكري مع يخت الملك «المحروسة» إلى الإسماعيلية وهناك تعرف على يوسف طلعت ومحمد فرغلي كما شهد «شكري» بالإسماعيلية ترشح حسن البنا لانتخابات مجلس النواب التي تم حجبها.
- انتقل شكري مع يخت الملك «المحروسة» إلى مالطا في رحلة صيانة وهناك كان له موقفه المشهور بالأذان في ميناء مالطا، حيث كان حسن البنا يداعبه بين رفاقه ويقول لهم «هذا محمود الذي أذن في مالطا».
- شارك في العمل الدعوي مع الإخوان بالإسكندرية منذ انتقاله إليها حيث كان للإخوان شعبة رئيسية بالمنشية وكان رئيسها محمد جميعي وكان مقر المكتب الإداري للإخوان المسلمين بالإسكندرية بشارع منشا ثم تم نقله لمقر آخر بشارع الإسكندراني بمحرم بك، وقد عاود العمل بعد خروجة من المعتقل حتى صار رئيساً للإخوان بالمحافظة.

## المشاركة في حرب فلسطين
شارك «شكري» في حرب فلسطين مع كاسحة الألغام المصرية «غزة» تحت قيادة ضابط سوري، وقضى في الخدمة هناك شهراً واحداً وافق شهر رمضان.

## الاعتقال
- اعتقل في العام 1949 بمعتقل أبي قير حيث تم اقتياده من منزله إلى قسم الجمرك ومن هناك تم اقتياده إلى مقر رئاسة الوزراء الصيفي ببولكلي، حيث تم عرضه على إبراهيم عبد الهادي رئيس وزاء مصر بعد اغتيال النقراشي، وقد سأله عن الإخوان وتعرفه عليهم وكان سؤال النقراشي الرئيسي له: هل كنت تبلغ الإخوان بما يحدث في رحلات الملك؟ حيث كان شكري يعمل على يخت المحروسة الخاص بالملك، وبعد التحقيقات تم نقله إلى معتقل أبي قير الذي كان مقسماً إلى عدة أقسام فكان هناك قسم للإخوان وقسم للشيوعيين وآخر للشيوعيات ورابع لليهود الذين اعتقلوا بعد فضيحة لافون، وهناك شارك «شكري» الإخوان في إصدار مجلة خاصة للمعتقل حيث كان يحرر قصة العدد وكان أحد الإخوان من طلبة الفنون الجميلة يتولى أعمال الرسم والتصميم، وفي معتقل أبي قير تعرف على الدكتور أحمد العسال للمرة الأولى أثناء ترحيله من معتقل أبي قير لمعتقل الطور بحراً، وقد استمر اعتقال شكري هناك لمدة سبعة أشهر، وبعد خروجه من المعتقل تم نقله من بحرية الملك إلى القوات البحرية.
- اعتقل في العام 1954 ضمن آلاف الإخوان المسلمين بعد حادثة المنشية الشهيرة حيث قُبض عليه من بيته بمنطقة الورديان، كما تم اعتقال نجله الأكبر «محمد عصام» الذي تم جلبه من مرسى مطروح، حيث نقلا للسجن الحربي وهناك تمت محاكمه «شكري» وحكم عليه بالإعدام لإنه كان عسكرياً فلم تتحمل زوجه النبأ فماتت لتوها، وتم تنفيذ الحكم في خمسة من الإخوان من بينهم عبد القادر عودة ومحمد فرغلي وقد أحدث ذلك صداً واسعاً في العالم الإسلامي فتم تخفيف الأحكام بعد ذلك عن الجميع فخرج «شكري» في العام 1958.
- أعيد اعتقاله في العام 1961وخرج من السجن في عام 1970.حُكم عليه بالإعدام إلا أن الحكم لم ينفذ (وكانت حياته أطول من حياة من حكم عليه)
- اعتقل في أبريل من العام 2003 ضمن حملة شملت أعضاء المكتب الإداري للإخوان المسلمين بالإسكندرية وأفرج عنه بعدها بشهرين.

## العمل الدعوي بغرب الإسكندرية
- خرج «شكري» من سجن القناطر في العام 1970 وكان أحد دعائم الإحياء الثاني لجماعة الإخوان المسلمين بعد سنوات التغييب في السجون فأقام مع قريب له يدعى محمد أبو عمر والذي أسس مسجد الإخوان الأشهر بغرب الإسكندرية والذي سُمّي باسمه «مسجد أبي عمر» ومن الورديان انتقل العمل الدعوي إلى القباري ومحرم بك والدخيلة.

## تأسيس دار الدعوة
أسس دار الدعوة الإسكندرية للنشر والتوزيع عام 1978 لتتولى طباعة ونشر كتب الحركة ورموزها فأصدر سلسلة «مختار الدعوة» و«مدارس الجمعة» و«الإخوان المسلمون أحداث صنعت التاريخ» وقد تم شراء مقرها بثلاثة آلاف جنيه.

## الوفاة
توفي في يوم الجمعة 8 يناير 2010 بعد دخوله في غيبوبة على أثر جلطة دماغية ألزمته الفراش خلال الشهر الأخير من حياته، وشيّعت جنازته من مسجد المواساة في الإسكندرية ظهر يوم السبت 9 يناير بمشاركة أعداد غفيرة من أهل الإسكندرية ومجموعة من قيادات الإخوان في مصر من بينهم مهدي عاكف ومحمد بديع وجمعة أمين ومحمود عزت وبعض رموز الدعوة السلفية ومن بينهم الدكتور سعيد عبد العظيم.